# Foumban
Foumban este un oraș din provincia de Vest, Camerun.